# أوسكار غرونينغ
أوسكار غرونينغ (بالألمانية: Oskar Gröning)‏ هو عسكري ألماني، ولد في 10 يونيو 1921 في نينبورغ في ألمانيا، وتوفي في 9 مارس 2018.